# 假冒老干妈诈骗腾讯案
假冒老干妈诈骗腾讯案，指的是发生在中华人民共和国的一桩诈骗案件。2019年3月，三人冒充油辣椒生产公司老干妈，与互联网企业腾讯签订协议。4月起腾讯在QQ飞车游戏上开展老干妈宣传活动。后腾讯发现老干妈未支付广告费，而于2020年6月请求法院查封老干妈1600多万元人民币的财产。老干妈则回应称未与腾讯有商业合作，并向公安机关报案。最终于2020年7月，贵阳警方逮捕嫌疑人，腾讯向老干妈道歉，争议结束。纠纷发生后，逐渐演变为中国大陆热点事件，衍生出“逗鹅冤”等网络热词，也引发了社会对此事的质疑。

## 事件背景
腾讯公司是中国大陆规模最大的互联网公司。QQ飞车是腾讯游戏研发的一款3D卡丁車竞速网络游戏，最初于2008年在PC端上线，2017年上线手机游戏版。QQ飞车手游后来推出首个职业型赛事——QQ飞车手游S联赛。2018年，首届QQ飞车手游S联赛举办，吸引4.8亿人次直播观赛。2019年4月，腾讯将举办第二届赛事。
老干妈是一个辣椒醬品牌，于1996年8月由陶华碧创建，主要生产和销售豆豉、豆腐乳、火锅底料等，其产品畅销全球，受消费者欢迎，被称为“民族企业”“国民辣酱”。老干妈曾被认为是一个靠口碑传播、永不打广告的品牌，但2018年9月老干妈推出“老干妈卫衣”，亮相纽约时装周T台，引起社会关注，在公司的营销下，老干妈天猫店营业额大涨。之后，老干妈公司陆续推出众多营销活动，在成功的同时，也引发了一些民众的质疑和不满。

## 事件过程

### 纠纷源头
2019年3月，腾讯与3名自称老干妈公司市场经营部经理的人士签订《联合市场推广合作协议》，后者投放千万元广告，腾讯侧投放资源用于老干妈油辣椒系列推广。合作内容包括QQ飞车套装、赛事活动、海报宣传等，《QQ飞车》手游与老干妈达成全年的赛事品牌合作。2019年4月26日，QQ飞车手游S联赛2019年春季赛开幕，腾讯互动娱乐事业群QQ飞车手游运营总监赵斯鹏宣布，该赛事将与老干妈公司展开合作，老干妈将成为S联赛的行业年度合作伙伴，并称这是老干妈首次与电竞的跨界合作。老干妈成为2019年QQ飞车手游S联赛春季赛的冠名商。消息公布后，引发社会讨论，也打破了人们对老干妈之前“不打硬广”的认知。这次合作也被认为是老干妈要挖掘年轻用户群，获得年轻消费群体的认可，从而保持品牌生命力。同年10月，QQ飞车上线了老干妈相关活动“漂移火辣辣”，登录后向玩家赠送老干妈合作专属套装“热辣风暴套装（7天）”、完成比赛之后可以获得“老干妈礼盒”。在腾讯视频上，一些腾讯自制节目也有推销老干妈辣酱。

### 腾讯状告老干妈
宣传结束后，腾讯表示已经履行完合同规定的法定義務，但向老干妈方面多次催缴欠款，分文未获，最终腾讯选择依法起诉。2020年4月24日，广东省深圳市南山区人民法院发布民事裁定书，裁定书中称，该院在审理腾讯公司诉老干妈公司服务合同纠纷一案中，原告腾讯公司提出财产保全申请，请求查封、冻结老干妈公司名下价值人民币16,240,600元的财产。依照《中华人民共和国民事诉讼法》第一百条、第一百零二条、第一百零三条之规定，该院裁定查封、冻结两公司名下价值16,240,600元的银行存款或查封、扣押其等值的其他财产。该裁定书于6月10日送达老干妈公司，并于6月29日被发布在中国裁判文书网上。
文书一经发布，就引发网络上的讨论。一部分网友认为老干妈“店大欺客”，或是指腾讯“稳操胜券”，或是疑惑老干妈不给钱的原因。众多网友表示都没看过老干妈的广告，所以有人据此推测说老干妈找腾讯做推广，但推广效果不理想，最后老干妈不想支付广告款。也有网友质疑说是受新冠肺炎疫情影响，导致老干妈资金周转困难，无力支付款项。另一部分网友则力挺老干妈，认为老干妈知名度很高，不需要做广告。有分析指出老干妈2019年营收创历史新高，达50亿人民币，理应有足够资金支付广告费。
伴随着事件逐渐发酵，老干妈公司对媒体回应称，未与腾讯有任何合作，他们认为腾讯“被骗了”，表示已向警方报案，并将发布声明。6月30日晚间，贵阳南明老干妈风味食品有限责任公司在官方微信公众号上发布声明：
|  | 2020年6月10日，我司接到深圳市南山区人民法院委托贵阳市南明区人民法院送达的相关法律文书。深圳市腾讯计算机系统有限公司（以下简称“腾讯公司”）以服务合同纠纷为由起诉我司并申请财产保全。收到上述文书后，我司给予高度重视并立即开展调查。经核实，我司从未与腾讯公司或授权他人与腾讯公司就“老干妈”品牌签署《联合市场推广合作协议》，且我司从未与腾讯公司进行过任何商业合作。 针对上述重大事件，我司及时采取法律手段维护企业合法权益，已向公安机关报案。公安机关于2020年6月20日决定对此案予以立案侦查。对于该事件给我司声誉造成的不良影响，我司保留追究相关主体法律责任的权利。 贵阳南明老干妈风味食品有限责任公司 2020年06月30日 |

双方各执一词，网友纷纷表示疑惑。网上另有传言声称是腾讯广告业务部是在某搜索引擎上误入诈骗网站，从而导致事件发生。

### 事件反转
7月1日下午，贵阳市公安局通过其官方新浪微博发布一则《警方通报》，表示是有3人冒充老干妈公司人员，与腾讯公司签订协议，目的是为了获取游戏礼包码倒卖赚取利益：
|  | 近日，我局接贵阳南明老干妈风味食品有限责任公司（以下简称“老干妈公司”）报案称：有不法人员冒充该公司名义与深圳市腾讯计算机系统有限公司（以下简称“腾讯公司”）签订合作协议，导致被腾讯公司起诉。经我局初步查明，系犯罪嫌疑人曹某（男，36岁）、刘某利（女，40岁）、郑某君（女，37岁）伪造老干妈公司印章，冒充该公司市场经营部经理，与腾讯公司签订合作协议。其目的是为了获取腾讯公司在推广活动中配套赠送的网络游戏礼包码，之后通过互联网倒卖非法获取经济利益。 目前，曹某等3人因涉嫌犯罪已被我局依法刑事拘留。案件正在进一步办理中。 贵阳市公安局双龙分局 2020年7月1日 |

7月10日，腾讯与老干妈双方发布联合声明，表示已厘清误解，握手言和，未来将开启合作。
|  | 近期腾讯与老干妈相关事件受到社会各界的关注。对此，腾讯与老干妈方面联合声明如下： 1、感谢贵阳公安对于此案件的高度重视和积极行动，让犯罪嫌疑人得以快速落网。腾讯已向法院申请撤回财产保全申请及本案诉讼，并就合同诈骗行为已向贵阳公安报案。腾讯和老干妈双方后续将积极配合相关法律程序的推进。 2、过去数日内，腾讯和老干妈双方进行了深入沟通，双方已厘清误解。对于事件过程中的种种误会和欠妥之处，腾讯已向老干妈方面当面致歉，后续腾讯将进一步完善相关流程。未来双方也将积极探索并开启一系列正式合作。 3、由于此事对社会公共舆论资源造成过多占用，我们深表歉意。 深圳市腾讯计算机系统有限公司 贵阳南明老干妈风味食品有限责任公司 2020年7月9日 |

### 司法程序
2020年8月7日，贵阳市南明区人民检察院以合同诈骗罪批准逮捕冒充老干妈公司工作人员行骗的犯罪嫌疑人曹某、刘某利。
2021年2月7日，贵阳市南明区人民检察院依法将冒充老干妈公司工作人员行骗的曹某、郑某君、刘某利等三人以合同诈骗罪向贵阳市南明区人民法院提起公诉。
2021年12月29日，贵阳市南明区法院一审宣判3人冒充老干妈员工诈骗腾讯案件。3人分别被判处有期徒刑12年、7年、6年。其中被告人曹某的辩护律师尹姮表示，曹某当庭表示上诉。2022年4月11日，贵阳市中级人民法院作出二审裁定，驳回上诉，维持原判。

## 事件反应

### 网络舆论
据舆论业界分析，本次事件中，网民开始持围观状态，后来发现腾讯被骗而群起嘲讽，腾讯自黑解嘲后舆论开始转变成同情腾讯被骗。纠纷出现反转后舆论哗然，网友表示震惊，直呼“狗血”，纷纷评论“腾讯被骗了”、“腾讯居然被骗了”、“居然是这样被骗了”等。《暴走大事件》主持人王尼玛微博直呼“编剧都不敢这么写”。《南方都市报》评论称，号称拥有“最强法务部”的腾讯公司，此次却不小心“栽了跟头”。之后网友纷纷调侃腾讯，称腾讯是“傻白甜”。网友还创作出新词“逗鹅冤”，谐音杂剧《窦娥冤》，用于特指被骗1600多万的腾讯公司。
贵阳公安发布警方通报的当天下午，腾讯公司在其Bilibili（B站）账号上发布动态“今天中午的辣椒酱突然不香了”，回应老干妈事件。腾讯公司官方新浪微博则回应称“一言难尽”，为了防止类似事件再次发生，准备好1000瓶老干妈作为奖励，征求网友提供类似线索。晚间，腾讯公司官方Bilibili账号发布视频《我就是那个吃了假辣椒酱的憨憨企鹅》，哭诉“别人买一瓶假的辣椒酱亏8块，我亏1600万！”腾讯公司还发布一张拍摄于腾讯公司内部食堂的图片，桌上只有配上老干妈辣椒酱的白米饭，配文“今晚只有这个菜”“你们以后可长点心吧”。
BAT中的另外两家公司中，百度发布微博否认称“这事与我无关”，呼吁大家“冷静吃瓜”，回应之前关于搜索引擎的传闻。阿里系的支付宝则称“希望天下无假章”，并贴出了一则“支付宝宣布用区块链解决供应链金融‘萝卜章、假合同’问题”的新闻图片。腾讯公司所发布的相关B站动态下，淘宝、微信等众多知名企业的官方账号参与留言调侃，B站官方也决定抽奖送10瓶老干妈辣椒酱。丁香医生官方微博则提及腾讯称，不开心的时候更加可以吃点辣椒酱，因为辣椒刺激味蕾导致大脑分泌内啡肽，有利于人体压制疼痛、感受快乐。

### 质疑
《南方都市报》提出三大质疑：拥有“最强法务部”的腾讯为什么会被骗、南山法院的裁定是否仍有效、事件是否系双方的联合营销。其中，针对第一个质疑，南都分析表示如此高额的合作中，企业双方在签订合同的过程中涉嫌大量资料，包括营业执照复印件、法定代表人身份证扫描件、公章齐全、银行开户信息等材料，质疑腾讯作为一家大公司未能查验真实性，让人感到匪夷所思。上海大邦律师事务所律师游云庭也指出，两家公司之前没有合作，腾讯初次合作就先货后款，投放价值高昂的广告资源，有违商业惯例。《中国经营报》从广告内容分析，称腾讯需和老干妈多个部门配合，需多人对接，在业内看来并非3个公开的犯罪嫌疑人可以搞定。